# St. John's IceCaps
St. John's IceCaps byl profesionální kanadský klub ledního hokeje, který sídlil v St. John's v provincii Newfoundland a Labrador. Své domácí zápasy hrály „Ledové čepice“ v tamní aréně Mile One Centre, otevřené v roce 2001. Klubové barvy byly červená, bílá a modrá.
Klub nahradil v létě 2011 celek Manitoba Moose, který ukončil činnost ve Winnipegu kvůli nutnosti uvolnění stadionu pro celek NHL Winnipeg Jets. Ten stejně jako původně IceCaps vlastní společnost True North Sports and Entertainment, proto byl St. John's do roku 2015 farmou tohoto klubu. Počínaje ročníkem 2015/16 vykonával funkci farmy Montreal Canadiens, v létě 2017 nahradil IceCaps v AHL celek Laval Rocket a tím jejich činnost ukončil.
Největší úspěchy tým zažil v sezoně 2013/14 – v play off došel až do finále soutěže, kde prohrál s Texas Stars 1:4 na zápasy.
V letech 1991–2005 hrál ve městě klub AHL St. John's Maple Leafs.

## Úspěchy klubu
- Vítěz konference – 1x (2013/14)
- Vítěz divize – 1x (2011/12)

## Výsledky

### Základní část
Zdroj: 
| Sezona  | Zápasy | Výhry | Prohry | Prohry(pr.) | Prohry(s.n.) | Body | Góly vstřelené | Góly inkasované | Umístění v divizi |
| ------- | ------ | ----- | ------ | ----------- | ------------ | ---- | -------------- | --------------- | ----------------- |
| 2011/12 | 76     | 43    | 25     | 5           | 3            | 94   | 240            | 216             | 1. v Atlantické   |
| 2012/13 | 76     | 32    | 36     | 3           | 5            | 72   | 195            | 235             | 5. v Atlantické   |
| 2013/14 | 76     | 46    | 23     | 2           | 5            | 99   | 258            | 207             | 2. v Atlantické   |
| 2014/15 | 76     | 32    | 33     | 9           | 2            | 75   | 183            | 235             | 5. v Atlantické   |
| 2015/16 | 76     | 32    | 33     | 8           | 3            | 75   | 208            | 239             | 5. v Severní      |
| 2016/17 | 76     | 36    | 30     | 8           | 2            | 82   | 216            | 220             | 4. v Severní      |

### Play-off
Zdroj: 
| Sezona  | 1. kolo                    | 2. kolo                            | Finále konference                  | Finále Calder Cupu           |
| ------- | -------------------------- | ---------------------------------- | ---------------------------------- | ---------------------------- |
| 2011/12 | postup, 3-1, Syracuse      | postup, 4-3, Wilkes-Barre/Scranton | porážka, 0-4, Norfolk              | —                            |
| 2012/13 | mužstvo se nekvalifikovalo | mužstvo se nekvalifikovalo         | mužstvo se nekvalifikovalo         | mužstvo se nekvalifikovalo   |
| 2013/14 | postup, 3-1, Albany        | postup, 4-2, Norfolk               | postup, 4-2, Wilkes-Barre/Scranton | Finále AHL, 1-4, Texas Stars |
| 2014/15 | mužstvo se nekvalifikovalo | mužstvo se nekvalifikovalo         | mužstvo se nekvalifikovalo         | mužstvo se nekvalifikovalo   |
| 2015/16 | mužstvo se nekvalifikovalo | mužstvo se nekvalifikovalo         | mužstvo se nekvalifikovalo         | mužstvo se nekvalifikovalo   |
| 2016/17 | porážka, 1—3, Syracuse     | —                                  | —                                  | —                            |

## Klubové rekordy

### Za sezonu
Góly: 30, Chris Terry (2016/17)
Asistence: 42, George Holloway (2015/16)
Body: 68, Chris Terry (2016/17)
Trestné minuty: 163, J.C. Lipon (2014/15)
Průměr obdržených branek (min. 25 zápasů): 2.41, Edward Pasquale (2011/12)
Procento úspěšnosti zákroků (min. 25 zápasů): 0.920, Edward Pasquale (2013/14)
Čistá konta: 6, Connor Hellebuyck (2014/15)

### Celkové
Góly: 72, Eric O'Dell
Asistence: 105, Jason Jaffray
Body: 167, Jason Jaffray
Trestné minuty: 316, Patrice Cormier
Čistá konta: 9, Edward Pasquale
Vychytaná vítězství: 68, Edward Pasquale
Odehrané zápasy: 248, Carl Klingberg